# Gae Bulg
Gae Bulg („nacięta włócznia”) – według mitologii celtyckiej włócznia Cuchulainna, podarowana mu przez Scathach.
Włócznia ta była nacięta w taki sposób, aby spowodować ogromne rany podczas wyrywania z ciała. Została zrobiona z kości pewnego morskiego potwora, który zginął po walce z inną morską bestią. W niektórych wersjach legendy miała ona siedem grotów z zadziorami.
Tą włócznią Cuchulainn zabił swojego syna, Connlę, i bliskiego przyjaciela Ferdiada, który go zdradził. Gdy stracił Gae Bulg rzucając ją w prześmiewcę, Cuchulainn zginął.